# 공왕 (수호전)

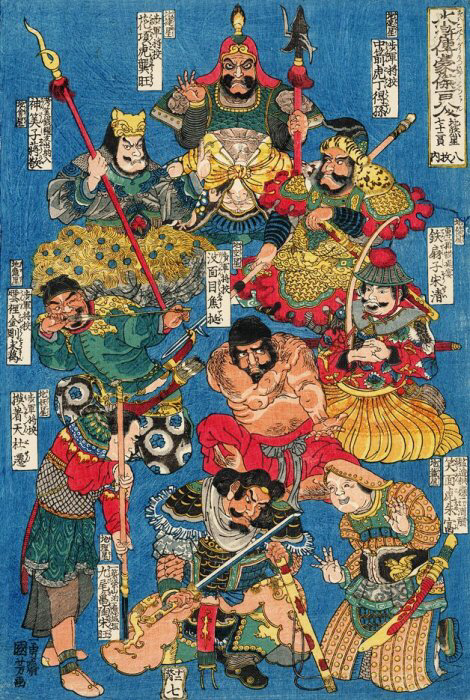

공왕(龔旺)은 중국의 사대기서(四大奇書) 중 하나인 《수호전》(水滸傳)에 등장하는 인물로, 108성 중 78위이자 지살성(地煞星)의 지첩성(地捷星)에 해당한다. 별호는 화항호(花項虎)로 온몸에 호랑이 얼룩무늬, 목에는 호랑이 머리 문신을 한 데서 유래했다. 비창의 달인. 동창부에서 정득손과 함께 장청의 부장으로 출진하였다.

## 생애
동창부에 노준의가 이끄는 양산박군이 쳐들어올 때 정득손과 함께 장청의 부장으로 출진하였고, 장청의 활약으로 노준의군을 크게 고전시켰다. 동평부를 함락시킨 송강이 이끄는 양산박군이 가세하고 이에 맞서 싸우는데, 동평부에서 양산박에 가담한 동평과 장청이 호각으로 싸우는 중에 색초가 다가가는 것을 정득손과 대응하러 갔다. 그러나 이번에는 적진에서 임충과 화영이 나오자 이를 당해내지 못하고 생포된다. 정득손도 생포되고, 더욱이 장청도 생포되어 투항하여 양산박에 들어가 버렸으므로, 공왕과 정득손은 장청을 따라 양산박에 들어간다.
입산 후에는 정득손과 함께 보군 장교로 임명된다. 이후에도 정득손과 함께 전장에 나가고 양산박이 조정에 귀순한 후의 요나라전이나 전호토벌과 왕경토벌에도 참전한다. 방랍토벌 덕청현 전투에서 사행방 수하의 적장 황애를 쫓다가 도중 계곡에 떨어지고 적의 창에 찔려 전사한다.